# Маокининга
Маокининга (фр. Maokininga) — деревня в Чаде, расположенная на территории региона Канем.

## География
Деревня находится в западной части Чада, к северо-востоку от города Мао, на высоте 301 метра над уровнем моря. Маокининга расположена на расстоянии приблизительно 258 километров к северо-северо-востоку от столицы страны Нджамены. Ближайшие населённые пункты: Тиатала, Нтиона, Боголей, Меле, Фускай, Дуль, Бир-Алали.
Климат деревни характеризуется как аридный жаркий (BWh в классификации климатов Кёппена).

## Транспорт
Ближайший аэропорт расположен в городе Мао.